# Domingo Romera
Domingo Romera Alcázar (Barcelona, 26 de mayo de 1936-Lérida, 6 de abril de 2022) fue un empresario y político español. 

## Biografía
Graduado en el Instituto de Estudios Superiores de la Empresa, es autor del libro Una Cataluña para todos. Fue capitán de la marina mercante y ha recibido la Cruz del Mérito Naval de primera clase y la Llave de la Ciudad de Barcelona.
Fue director general de la Feria Oficial e Internacional de Muestras de Barcelona (1979-1983), consejero del Banco Peninsular, Banco Condal y Castellblanch y presidente de la agencia marítima Marítima del Mediterráneo. También es miembro del Círculo de Economía y del Círculo del Liceo y miembro del consejo asesor de la Cámara de Comercio de Barcelona.
En las elecciones al Parlamento de Cataluña de 1984 fue elegido diputado de Alianza Popular por la circunscripción electoral de Barcelona y fue senador por designación del Parlamento de Cataluña entre el 27 de junio de 1984 y el 23 de abril de 1986. Fue elegido eurodiputado por el Partido Popular en las elecciones de 1989 y ocupó ese cargo hasta el 18 de julio de 1994.